# Hoplopleura dissicula
Hoplopleura dissicula är en insektsart som beskrevs av Johnson 1964. Hoplopleura dissicula ingår i släktet Hoplopleura och familjen gnagarlöss. Inga underarter finns listade i Catalogue of Life.